# Eugenio Dal Corso
Eugenio Dal Corso (Lugo di Valpantena, Verona; 16 de mayo de 1939-Negrar, 20 de octubre de 2024) fue un prelado italiano de la Iglesia Católica que dirigió dos diócesis en Angola, como coadjutor y obispo de Saurimo de 1996 a 2008 y como obispo de Benguela de 2008 a 2018. Fue miembro profeso de los «Siervos Pobres de la Divina Providencia» y trabajó como misionero en Argentina y Angola entre 1976 y 1996.
El papa Francisco anunció que sería creado cardenal en el consistorio del 5 de octubre de 2019.

## Biografía
Eugenio Dal Corso nació en Lugo di Valpantena di Grezzana, cerca de Verona, el 16 de mayo de 1939, siendo el segundo de seis hijos de Rodolfo Dal Corso y Teresa Bellorio. Le dieron el nombre de "Eugenio" para honrar a Pío XII, quien había sido elegido papa dos meses antes.
Desde los diez años asistió al «Instituto Don Calabria» y allí decidió ser misionero. Adquirió su profesión en la congregación religiosa de los «Siervos Pobres de la Divina Providencia» en 1956 y fue ordenado en la Casa de Nazaret el 7 de julio de 1963. Posteriormente completó sus estudios en dogmática mientras compatibilizaba sus estudios con tareas pastorales en la parroquia Madonna di Campagna en Verona y Nápoles. También enseñó teología de 1967 a 1968.
Comenzó su carrera como misionero en la ciudad de Gregorio de Laferrere, en la provincia de Buenos Aires, en enero de 1975, donde ayudó a educar a nuevos sacerdotes. Después de poco más de una década allí, fue asignado a las misiones en Luanda, Angola, en marzo de 1986. Uno de sus proyectos allí fue la construcción de un seminario en Uíge. En 1991 fue nombrado superior provincial de su orden en Angola.
El Papa Juan Pablo II lo nombró Coadjutor Obispo de Saurimo el 15 de diciembre de 1995. Recibió su consagración episcopal el 3 de marzo de 1996 del arzobispo Félix del Blanco Prieto, con los obispos Andrea Veggio y Pedro Marcos Ribeiro da Costa como co-consejeros principales. Se convirtió en obispo de Saurimo cuando su predecesor se retiró el 15 de enero de 1997. El 18 de febrero de 2008, Papa Benedicto XVI lo nombró obispo de Benguela. El Papa Francisco aceptó su renuncia el 26 de marzo de 2018, a la edad de 78 años.
El 1 de septiembre de 2019, el papa Francisco anunció que llevaría a Dal Corso y a otros doce a los cardenales el 5 de octubre.